# 7z
7z är ett komprimeringsformat som stöder ett stort antal komprimeringsalgoritmer. Det utvecklades ursprungligen till komprimeringsprogrammet 7-Zip och finns tillgängligt med GNU LGPL-licens.

## Egenskaper
- Öppen arkitektur
- Stöd för stora filer upp till 16 exabyte
- Stöd för unicodetecken i filnamn
- Hög komprimeringsgrad
- Kryptering med AES-256

## Komprimeringsmetoder
Tack vare 7z:s öppna arkitektur kan man använda sig av ytterligare komprimeringsmetoder utöver de som används normalt.
Normalt används:
- LZMA, utökad och förbättrad version av LZ77-algoritmen
- PPMD
- BCJ
- BCJ2
- Bzip2, standardalgoritm baserad på Burrows-Wheelertransformen
- DEFLATE, standardalgoritm baserad på LZ77

## Program som kan läsa formatet
- 7-Zip
- IZArc
- jZip
- PeaZip
- PowerArchiver
- QuickZip
- WinMerge
- WinRAR
- ZipGenius